# Anidrytus
Anidrytus is een geslacht van kevers uit de familie zwamkevers (Endomychidae). De wetenschappelijke naam van het geslacht werd in 1858 gepubliceerd door Carl Eduard Adolph Gerstaecker.
Het zijn volgens Gerstaecker onopvallende, meestal kleine (5 à 7 mm lang) donkergekleurde kevers. Ze komen voor van Brazilië tot in Mexico.
Soorten uit Anidrytus lijken sterk op die uit het geslacht Epopterus. Gerstaecker had de klaarblijkelijke gewoonte om donker gekleurde soorten bij Anidrytus in te delen en de meer opvallend gekleurde soorten bij Epopterus.